# Желе

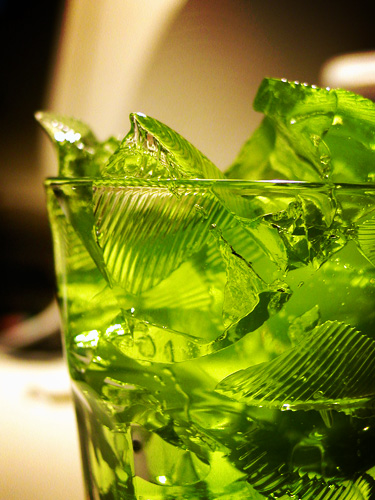
Желе

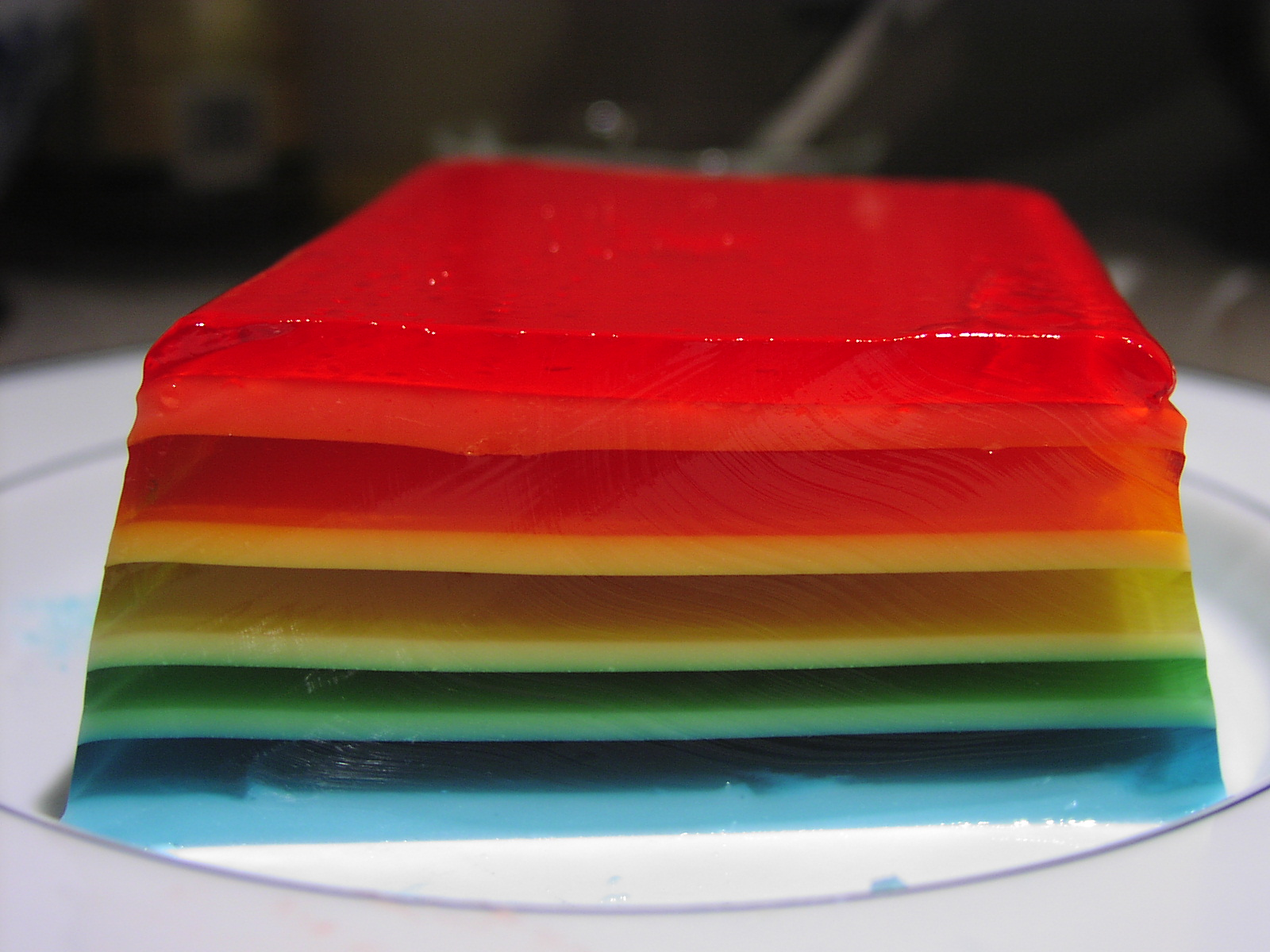
Желе як десерт

Желе́ (від фр. gelée — холодець, гель, желе), також драглі́ — продукт харчування з драглистою консистенцією, яку забезпечують гелеутворюючі властивості добавки — желатину, пектину, агару чи альгінату натрію. Желатиновий десерт завжди подається в холодному вигляді, бо спека розріджує желе. В цій прозорій драглеподібній масі інколи заливаються натуральні, відварні або консервовані ягоди і плоди. 

Як замінник желатину використовують крохмаль (як загущувач), але він не має бажаних властивостей — продукт втрачає свою прозорість та концентрацію, які є основоположною особливістю естетичності желе. 

Желе бувають солодкі і солоні. Їх готують з соків, фруктово-ягідних відварів, сиропу, варення, екстракцій, есенцій, молока, сметани. Желе можуть бути багатошарові чи мозаїчні.

## Десертне фруктове желе (пектинове)
Фрукт́ове желе́ — проціджений, випаруваний, загуслий фруктовий сік з цукром. Желе повинне мати колір фруктів, з яких його приготовано.

### Приготування фруктового желе
Для приготування його використовують свіжий сік після проціджування розварених цілих або нарізаних плодів.

Для отримання прозорішого соку його залишають до наступного дня, а після цього обережно переливають в інший посуд так, щоб туди не потрапила утворена гуща. Сік випарюють доти, поки на його поверхні перестане утворюватись піна. Тоді в киплячий сік додають цукор невеликими порціями і варять, але не довго, щоб не зруйнувався пектин.

Готовність желе визначають так: якщо крапля охолодженого желе в стакані з холодною водою перетворюється в кульку на дні стакану, воно готове.
Перед приготуванням желе можна визначити здатність ягід чи фруктів утворювати желе. Існує два способи:
- у хімічну склянку з термостійкого скла відважують 100 г плодів з кислотністю не менш як 1 %, додають 100 г цукру і кип'ятять протягом 15 хв на електроплитці. Одержану масу розливають у 4 порцелянові чашки і через 15 — 20 хв перевіряють щільність гелю: якщо при розрізуванні ножем утворюється рівний, гладенький зріз — желейну здатність ягід чи фруктів оцінюють як хорошу, а коли на ножі залишається гель — як недостатню.

- за допомогою спирту: у невелику пробірку наливають спочатку 10 мл соку, додають стільки ж нерозведеного спирту. Якщо випадає осад, який добре відшаровується, желейну здатність плодів оцінюють як високу.

## Використання желе
Желе використовують як окрему десертну страву, в складі інших страв або для оздоблення та прикрашання поверхні кондитерських виробів. Його використовують у застиглому та незастиглому вигляді. В незастиглому вигляді желе — це сироп, яким покривають поверхню тортів та тістечок. Процес драглеутворення відбувається безпосередньо на поверхні виробів. Після застигання вироби з мають глянцеву поверхню.

## Десертне желе з желатину
Для його приготування попередньо заливають желатин холодною заваркою чаю, перевареною водою чи фруктовим соком або вином. Після набухання желатину, його кладуть в посуд з гарячою водою, весь час вимішуючи, поки він повністю не розчиниться. Після цього проводять його вимішування з іншими складниками, розливають у форми і охолоджують. Перед подачею на стіл зазвичай прикрашають цукровою пудрою, ваніліном з сметаною, морозивом, свіжими ягодами або абрикосами з варення тощо.